# مدیر اجرایی تولید
مدیر اجرایی تولید (به انگلیسی: Executive producer یا EP) کسی است که برای منافع استودیو، سرمایه‌گذاران یا توزیع‌کنندگان بر کار تهیه‌کننده نظارت مستقیم می‌کند. وی از اینکه ساخت فیلم به‌موقع و با بودجهٔ درنظرگرفته‌شده به اتمام رسیده و استانداردهای قابل قبول هنری و تکنیکی در آن رعایت شده است اطمینان حاصل می‌کند.
مدیر اجرایی تولید، امکان تولید محصول سرگرم‌کننده «تجاری» یا آثار هنری سینمایی یا آثار نمایشی از این دست را فراهم می‌کند. در واقع فردی که در جنبه‌های فنی فرایند فیلم‌سازی دخالت ندارد، بلکه بیشتر به مسائل تجاری و قانونی و اجرایی فیلم می‌پردازد. مدیر اجرایی ممکن است با مدیریت حسابداری و/یا مسائل قانونیِ مرتبط (مانند حق تکثیر یا بهرهٔ مالکانه) در ارتباط باشد. یک مدیر اجرایی تولید به‌طورکلی بودجهٔ فیلم را تأمین می‌کند و ممکن است بسته به نوع و فرایند تولید پروژه در مجموعه گروه حضور پیوسته یا ناپیوسته داشته باشد. اکثر تهیه‌کنندگان نامدار سینما شروع فعالیت خود را با این رویکرد آغاز نموده و به نوعی آن را در معاهده بین‌المللی فیلمسازی گاهی جایگزین و در برخی اوقات نماینده تهیه‌کننده فیلم برمی‌شمارند.

## نکات
1. ↑  «فرهنگستان». فرهنگستان زبان و ادب فارسی. - «فرهنگستان زبان و ادب فارسی». بایگانی‌شده از اصلی در ۲۶ ژوئن ۲۰۱۲. دریافت‌شده در ۱ ژوئیه ۲۰۱۸.